# Schloss Persenbeug

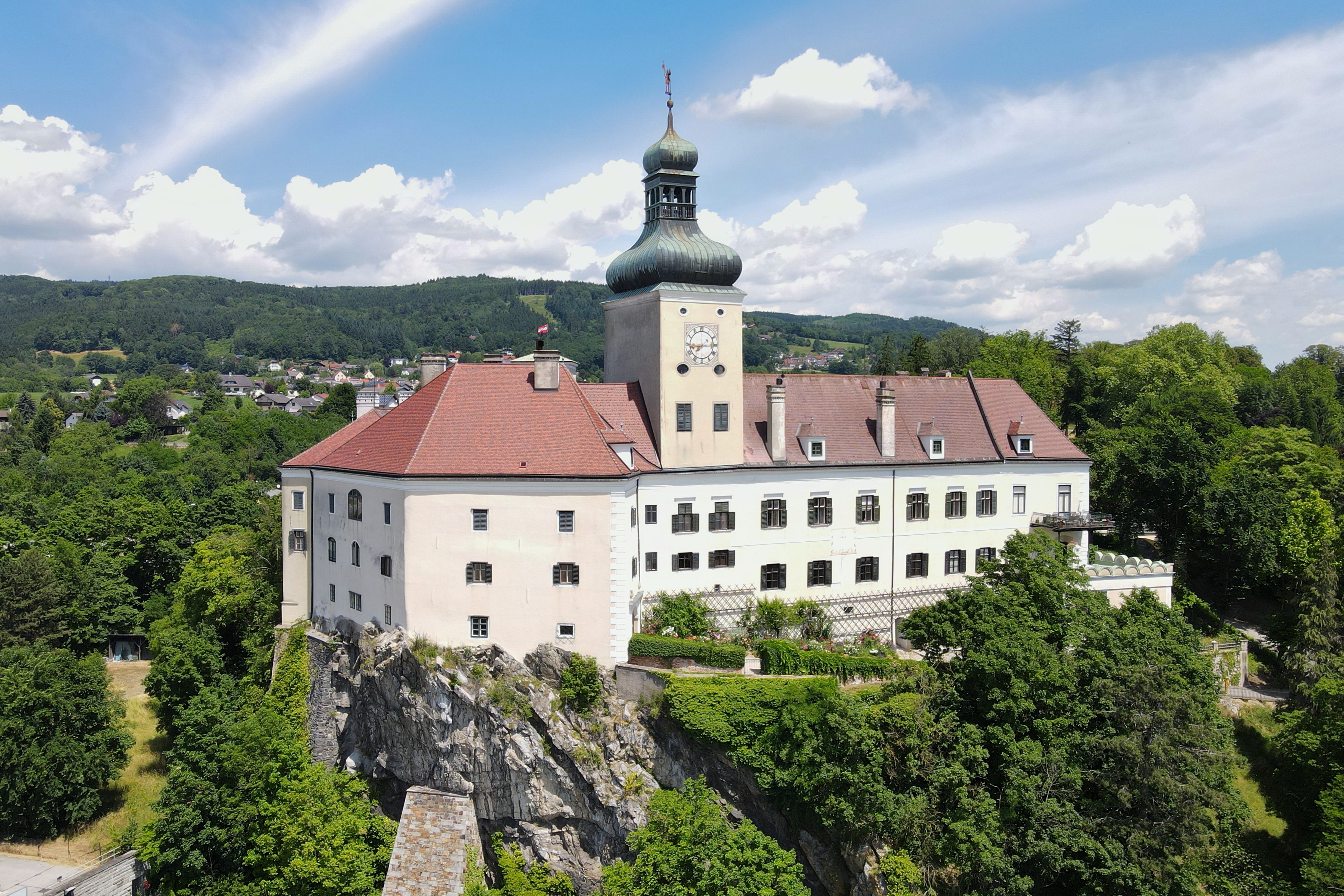
Schloss Persenbeug (Südwestansicht)

Das Schloss Persenbeug ist ein Schloss in der niederösterreichischen Gemeinde Persenbeug-Gottsdorf. Die Schlossanlage steht unter Denkmalschutz (Listeneintrag).

## Geschichte
Die erste geschichtliche Erwähnung des Schlosses findet sich im Jahre 907. Der Bayer Sieghart, Graf zu Sempt und Ebersberg, ergriff von „Bösenberg“ Besitz und befestigte es.
Anno 1045 erlosch das Geschlecht der Sempt-Ebersberger mit dem Tode Adalberos II. am 27. März 1045. Am 27. Mai darauf fand eine von Gräfin Richlind, seiner Witwe, organisierte feierliche Nachlassregelung auf der Burg statt, bei der auch König Heinrich III. anwesend war. Da brach der Boden des Rittersaales wegen Überlastung ein, so dass die ganze Gesellschaft abstürzte; der König kam mit leichten Verletzungen davon, Bischof Bruno von Würzburg und Abt Altmann von Ebersberg mussten dabei ihr Leben lassen; auch Richlind, die Witwe Adalberos II., des letzten Ebersbergers, soll dabei umgekommen sein.
Im Laufe der Jahrhunderte wechselte das Schloss vielfach den Besitzer. Bis 1593 war es im Besitz der Habsburger. Dann wurde es an das Geschlecht der Hoyos verkauft, das das Schloss zu seiner heutigen Form ausbaute. Am 3. Dezember 1800 kaufte Kaiser Franz I. von Österreich das Schloss und das Gut Persenbeug als freien Privatbesitz. Annähernd zum selben Zeitpunkt ging auch die Herrschaft Gutenbrunn in den Besitz Franz I. über, welche auch in seinen Privatfonds einverleibt wurde. Ferner gehört bis heute Schloss Rorregg in Yspertal zum Persenbeuger Gutsbesitz.
Über mehrere Erbgänge kamen die Herrschaften Persenbeug und Gutenbrunn in den Besitz Kaiser Franz Josephs I., der sie im Jahre 1916 an seine Tochter Marie Valerie weitergab. Am 17. August 1887 wurde auf Schloss Persenbeug der letzte Kaiser von Österreich, Karl I., geboren. Marie Valerie heiratete 1890 den Erzherzog Franz Salvator von Österreich-Toskana (1866–1939). Als Besitzer von Schloss Persenbeug und Schloss Rorregg, wie auch von Schloss Wallsee und der Kaiservilla in Bad Ischl, folgten ihre Kinder, darunter Hubert Salvator Habsburg-Lothringen. Heute ist das Schloss mit dem zugehörigen Gut mit einer Gesamtbetriebsfläche von ca. 13.700 Hektar (überwiegend Forst) im Besitz ihrer Nachkommen aus den Familien Habsburg-Lothringen und Waldburg-Zeil.